# Hieracium hirtulum
Hieracium hirtulum là một loài thực vật có hoa trong họ Cúc. Loài này được (Peter) Üksip mô tả khoa học đầu tiên.